# Lijst van kardinaal-staatssecretarissen
Dit is een lijst van kardinaal-staatssecretarissen van de Heilige Stoel, vanaf de twintigste eeuw.
| Staatssecretaris | Staatssecretaris             |
| ---------------- | ---------------------------- |
| 1887 - 1903      | Mariano Rampolla del Tindaro |
| 1903 - 1914      | Rafael Merry del Val         |
| 1914             | Domenico Ferrata             |
| 1914 - 1930      | Pietro Gasparri              |
| 1930 - 1939      | Eugenio Pacelli              |
| 1939 - 1944      | Luigi Maglione               |
| 1944 - 1958      | vacant                       |
| 1958 - 1961      | Domenico Tardini             |
| 1961 - 1969      | Amleto Giovanni Cicognani    |
| 1969 - 1979      | Jean-Marie Villot            |
| 1979 - 1990      | Agostino Casaroli            |
| 1990 - 2006      | Angelo Sodano                |
| 2006 - 2013      | Tarcisio Bertone             |
| 2013 - heden     | Pietro Parolin               |